# Calore Irpino
Der Calore Irpino ist ein Fluss in Südwestitalien.

## Geografie
Der Fluss entspringt in der Nähe der Stadt Montella im Süden Italiens. Montella liegt in der Provinz von Avellino. Im weiteren Verlauf fließt er zunächst in nördliche Richtung. Dabei durchquert er die Gebiete der Gemeinden Castelfranci, San Mango sul Calore, Taurasi, Paternopoli, Montemarano und Castelvetere sul Calore. 

Nach 43 km kommt der Fluss in der Provinz Benevento an, fließt nun in östlicher Richtung vorbei an der Ortschaft Apice und durchquert die Provinzhauptstadt Benevento. Hier vereinigt sich der Fluss mit dem Sabato. Nun fließt der Calore Irpino wieder nordwärts weiter bis zur Gemeinde Ponte, um dann erneut seine Fließrichtung nach Westen zu verändern. Nach 92 km erreicht der Fluss dann den Volturno.

## Hydrologie
Das Wasser des Calore Irpino kommt aus der Quelle und den zahlreichen Nebenflüssen der Umgebung. Die durchschnittliche Wassermenge in diesem Fluss beträgt etwa 31,8 m³ pro Sekunde.